# 彦根駅
彦根駅（ひこねえき）は、滋賀県彦根市古沢町にある、西日本旅客鉄道（JR西日本）・近江鉄道の駅である。駅番号はJR西日本がJR-A13、近江鉄道がOR04。

## 概要
JR西日本の東海道本線、近江鉄道の本線（彦根・多賀大社線）が乗り入れている。JR西日本の駅はアーバンネットワークエリアに所属し、東海道本線は「琵琶湖線」の路線愛称設定区間に含まれている。2003年（平成15年）11月1日にJR西日本でICカード「ICOCA」の利用が可能となった。なお西口の駅舎はJRの所有ではなく彦根市の所有物となっている。

## 歴史

### JR西日本
- 1889年（明治22年）7月1日：官設鉄道の分岐点（後の深谷）- 馬場駅（現在の膳所駅）間の開通と同時に開業[1][3][8][9][10]。旅客・貨物の取り扱いを開始。
- 1895年（明治28年）4月1日：線路名称制定。東海道線（1909年より東海道本線）の所属となる[11]。
- 1956年（昭和31年）11月19日：米原駅 - 京都駅間が電化される[12]。
- 1975年（昭和50年）5月28日：第26回全国植樹祭開催に合わせて来県した昭和天皇のお召し列車が彦根駅 - 名古屋駅間で運行[13]。
- 1985年（昭和60年）3月14日：新快速が当駅まで乗り入れを開始(各駅停車にて)[14]。
- 1986年（昭和61年）11月1日：通過運転による新快速の当駅までの延長運転を開始(途中停車駅は近江八幡駅と能登川駅の2駅)[15][16]。国鉄の駅での貨物の取り扱いを廃止[17]。
- 1987年（昭和62年）4月1日：国鉄分割民営化により西日本旅客鉄道（JR西日本）の駅となる[7][8][18]。
- 1988年（昭和63年）3月13日：路線愛称の制定により、「琵琶湖線」の愛称を使用開始[7][8]。
- 1989年（平成元年）11月1日：駅前の中央分離帯に石積みの噴水が完成[19]。
- 1998年（平成10年）
  - 3月17日：東口整備事業を滋賀県都計審議会が承認[20]。
  - 4月12日：自動改札機を設置し、供用開始[21]。
- 2000年（平成12年）11月10日：エレベーターの設置工事を開始[22]。
- 2001年（平成13年）3月3日：ダイヤ改正に合わせて、エレベーターの使用を開始[23]。これに合わせて、JR西日本と近江鉄道の改札が分離される。
- 2003年（平成15年）11月1日：ICカード「ICOCA」の利用が可能となる[6][7]。
- 2006年（平成18年）10月1日：JR京都・神戸線運行管理システム導入[24]。
- 2007年（平成19年）
  - 3月18日：ダイヤ改正に合わせて、電光掲示板タイプの発車標を設置。駅自動放送を更新。
  - 3月19日：東口開設[25][広報 1]。
- 2009年（平成21年）3月29日：東口前広場開設式・まちびらきイベント開催[26][27]。
- 2010年（平成22年）12月11日：異常時情報提供ディスプレイの使用を開始。
- 2015年（平成27年）3月12日：入線警告音の見直しに伴い、接近メロディ導入[広報 2]。
- 2018年（平成30年）3月17日：駅ナンバリングが導入され、使用を開始する[広報 3]。
- 2023年（令和5年）
  - 5月8日[要出典]：みどりの券売機プラスを導入。
  - 5月31日：みどりの窓口の営業を終了[28]。

### 近江鉄道
- 1898年（明治31年）6月11日：近江鉄道の当駅 - 愛知川駅間が開業に伴い、駅開設[4][5][29][30][31]。
- 1931年（昭和6年）3月15日：当駅 - 米原駅間が開業[5][29][32][33][34]。
- 1944年（昭和19年）3月1日：近江鉄道が八日市鉄道を吸収合併、路線名を制定。当駅の所属線が本線となる[35]。
- 1988年（昭和63年）3月12日：貨物輸送の廃止に伴い[30][36]、日本貨物鉄道（JR貨物）と近江鉄道の間の貨物連絡運輸が廃止。住友セメント専用線が廃止。
- 2006年（平成18年）6月20日：エレベーターの使用を開始[37]。
- 2007年（平成19年）3月21日：当駅構内に「近江鉄道ミュージアム」が開館[38][39]。
- 2010年（平成22年）3月19日：近江鉄道の本社ビルが東口に竣工[38][40]。
- 2013年（平成25年）3月16日：路線愛称の制定により、当駅を含む本線の米原駅 - 高宮駅間および多賀線高宮駅 - 多賀大社前駅間に「彦根・多賀大社線」の愛称を使用開始[32][41]。
- 2018年（平成30年）12月8日：「近江鉄道ミュージアム」が閉館[39][42][43][44]。

## 駅構造

### JR西日本
相対式ホーム2面2線を有する地上駅で、橋上駅舎を持つ。1番のりばと2番のりばの間には、ホームのない貨物待避用の中線が1本ある。東海道本線の米原寄りに近江鉄道と連絡できる渡り線が設置されている。
2007年（平成19年）3月19日に新たに東口を開設し、線路をまたぐ東西自由通路も完成した。
なお、当駅は当駅は駅長が配置された直営駅であり、米原駅の被管理駅である。自動券売機、みどりの券売機、みどりの券売機プラスが設置されている。

#### のりば
| のりば | 路線     | 方向 | 行先           |
| ------ | -------- | ---- | -------------- |
| 1      | 琵琶湖線 | 上り | 米原・長浜方面 |
| 2      | 琵琶湖線 | 下り | 草津・京都方面 |

付記事項
- 上記の路線名は旅客案内上の名称（愛称）で記載した。
- 2番のりばは運転上の「3番線」。前述したホームのない中線が「2番線」と扱われる。2番線（中線）は、ダイヤが乱れた場合に貨物列車や回送列車などの待避に使われており、上下線どちらも進入出発が可能であるほか[48]、JRとレールがつながっている近江鉄道への甲種車両輸送が行われる際も使用される。

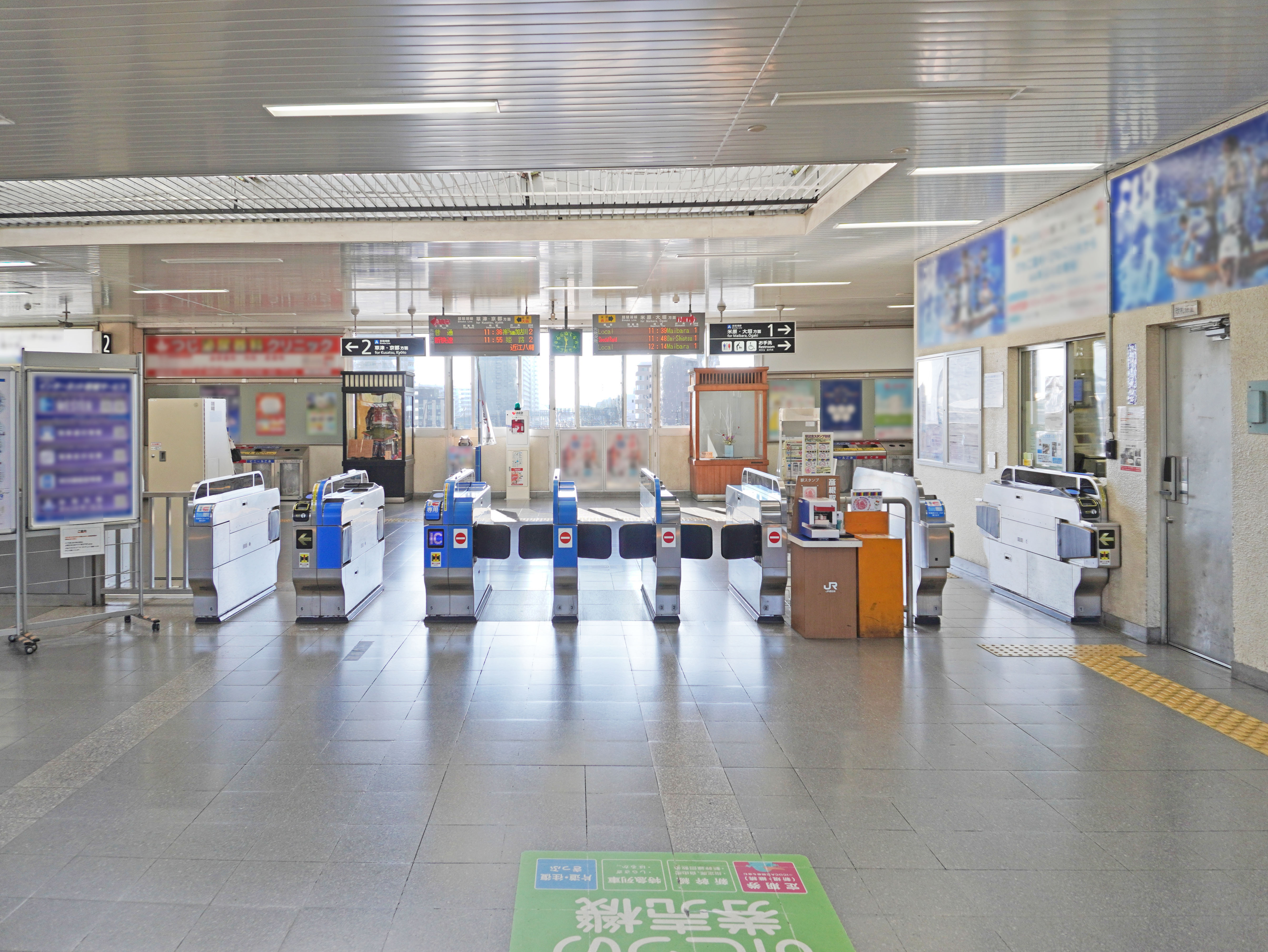
改札口（2022年12月）
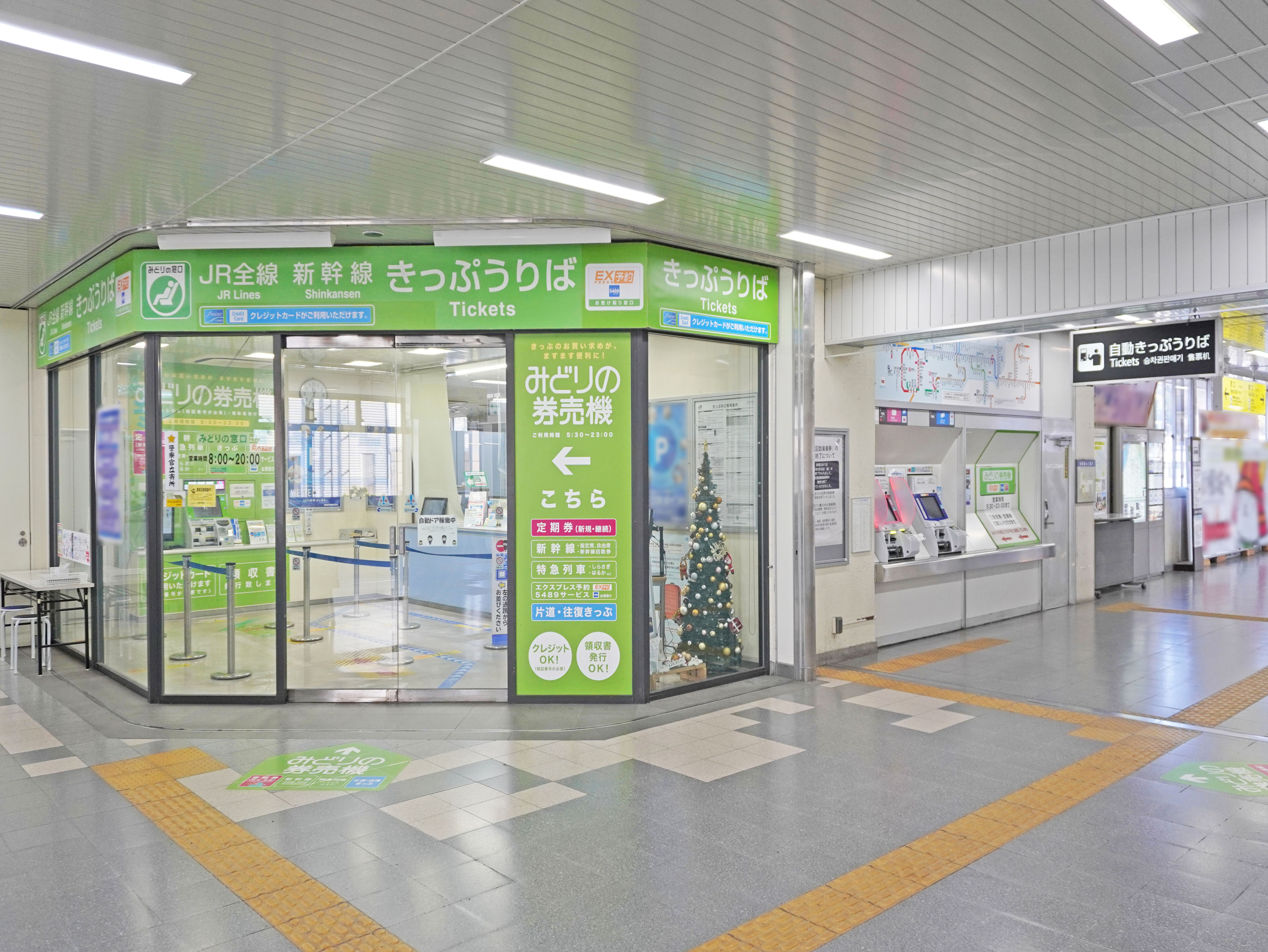
切符売り場（2022年12月）
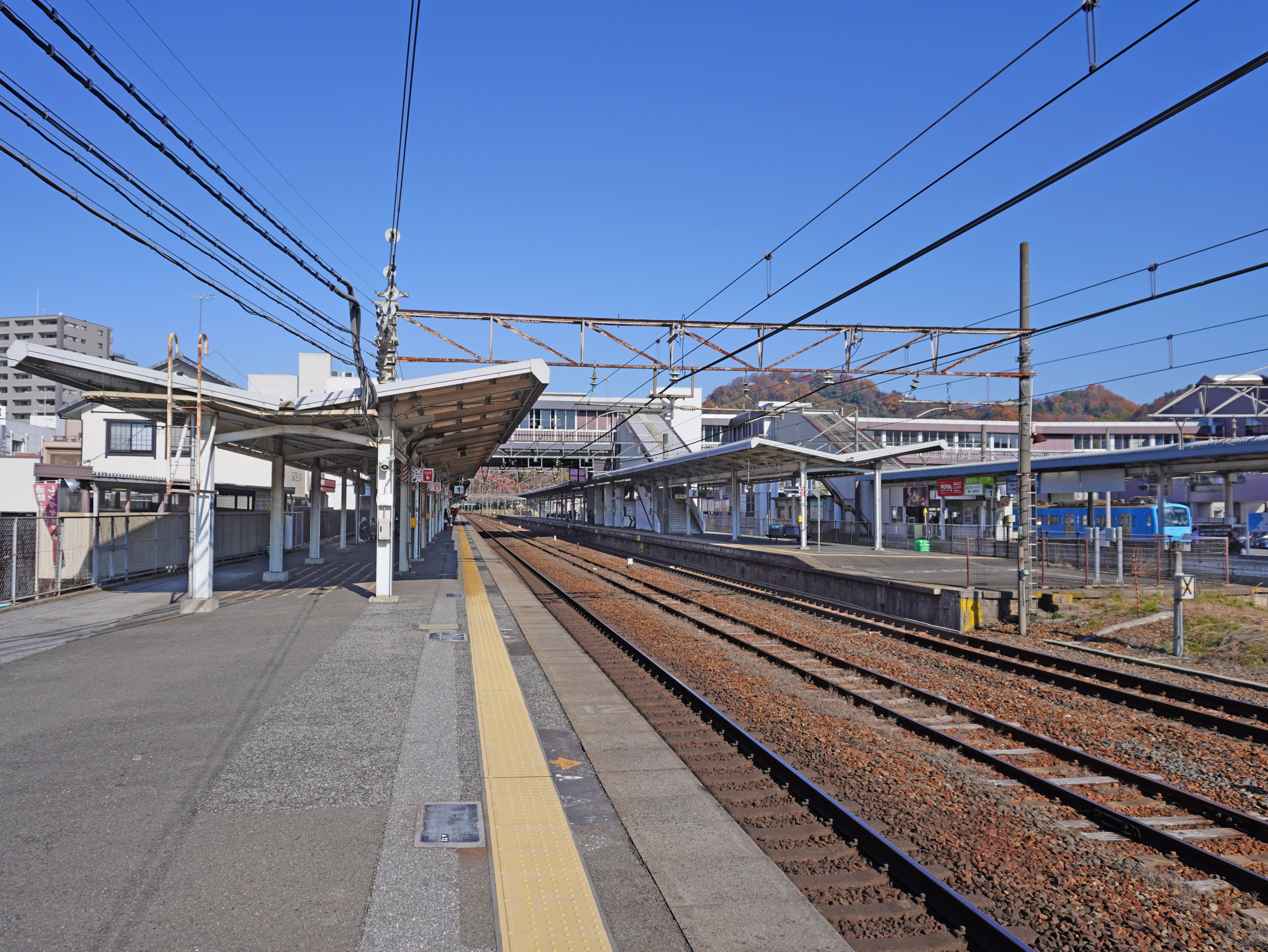
ホーム（2022年12月）

#### 特記事項
- かつては2面3線の構造であり、近江鉄道側に入る形で3番のりば（下り方向）が設置されていた。
- 当駅が開業した頃は旅客と同時に貨物も取り扱っていたが、現在は廃止されている（後述）[34]。
- 1985年（昭和60年）3月14日に朝夕の新快速が各駅停車扱いで当駅に乗り入れるようになり[14]、翌1986年（昭和61年）11月1日には日中の新快速に当駅発着の列車が設定された。なお、列車の折り返しは当駅の下り方にあった渡り線を使用した。なお、新快速は1989年（平成元年）3月11日に米原まで延長されたため、渡り線は撤去された。
- かつては当駅と長浜方面（北陸本線）を往復する列車（気動車）が設定されていた。
- JR西日本の彦根駅は、第4回近畿の駅百選に選定された。

備考
- かつては駅東側に住友大阪セメント彦根工場（1996年（平成8年）3月閉鎖）があり、近江鉄道にも住友大阪セメントやキリンビール関連の車扱貨物輸送があった[30]。

### 近江鉄道
島式ホーム1面2線を有する地上駅であり、改札と自動券売機1台がある。なお、自動改札機は導入していない。
かつては、改札や切符売場が国鉄と共用で、国鉄下りホーム（2番のりば）に面して近江鉄道の上り米原方面行きホーム（旧3番のりば）が、現在の下り八日市方面(旧4番のりば)がある相対式であったが、1987年（昭和62年）5月1日のワンマン化、橋上駅舎化の際新たに下り側のホーム(旧5番のりば)を整備し、島式とした（のりば番号は国鉄→JRのりばと一体的に振られていた）。
その後、JRのバリアフリー化工事（エレベーター設置工事）に合わせて改札が分離され、のりば番号もJRとは別の独自の番号に振り直された。現在使われている出札・改札口は改札分離前は中間改札として利用されていたものである。両のりばとも双方向に入線、発車が可能である。初めは1番線が下り、2番線が上りであったが、現在は逆になった。なお、近江鉄道ではサイクルトレインを実施しているが、当駅では自転車を持ち込むことができないため、その対象から外れた。
かつては、広大な貨物用ヤードが東側に広がり、多数の留置車両が所狭しと並んでいた。中には、私鉄では珍しい荷物郵便合造車も長く眠っていたが、このヤード群は当駅の東口整備事業の際に解体され、現在は駅東口のロータリーなどに転用された。
この整備事業の際に解体を免れた箇所は旧型の電気機関車などの保存展示施設、「近江鉄道ミュージアム」として営業（彦根城築城400年祭の一環として2007年3月21日に開設）し、特定の日に公開されたが、施設の老朽化に伴って2018年12月8日をもって閉館し、跡地は駐車場に転用された。なお、同施設は2019年11月2日に八日市駅の2階へ移転し、再オープンした。

#### のりば
| 番線 | 路線                       | 方向 | 行先       |
| ---- | -------------------------- | ---- | ---------- |
| 1    | ■本線 （彦根・多賀大社線） | 下り | 貴生川方面 |
| 2    | ■本線 （彦根・多賀大社線） | 上り | 米原方面   |

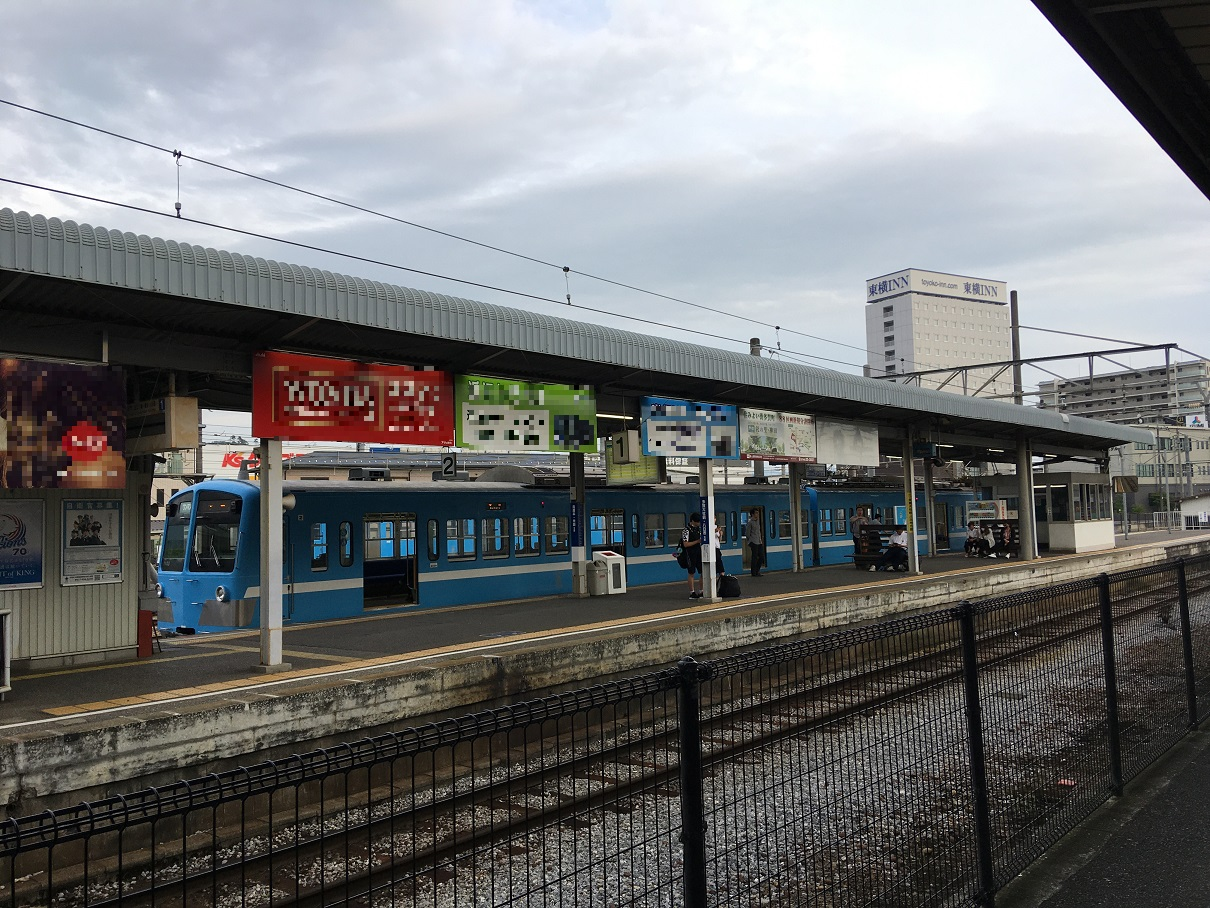
ホーム（2020年6月）
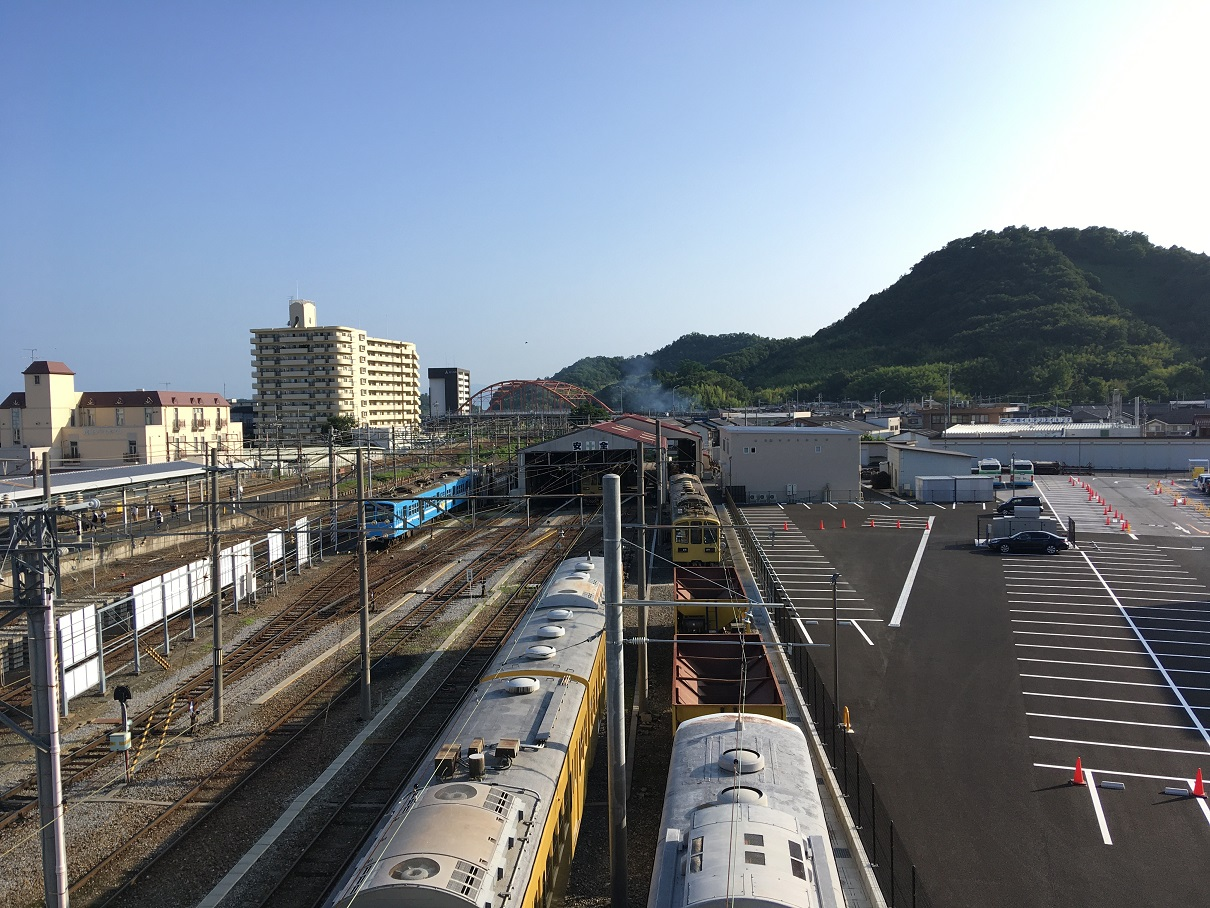
併設されている車両基地。右側は近江鉄道ミュージアム跡地（2020年6月）
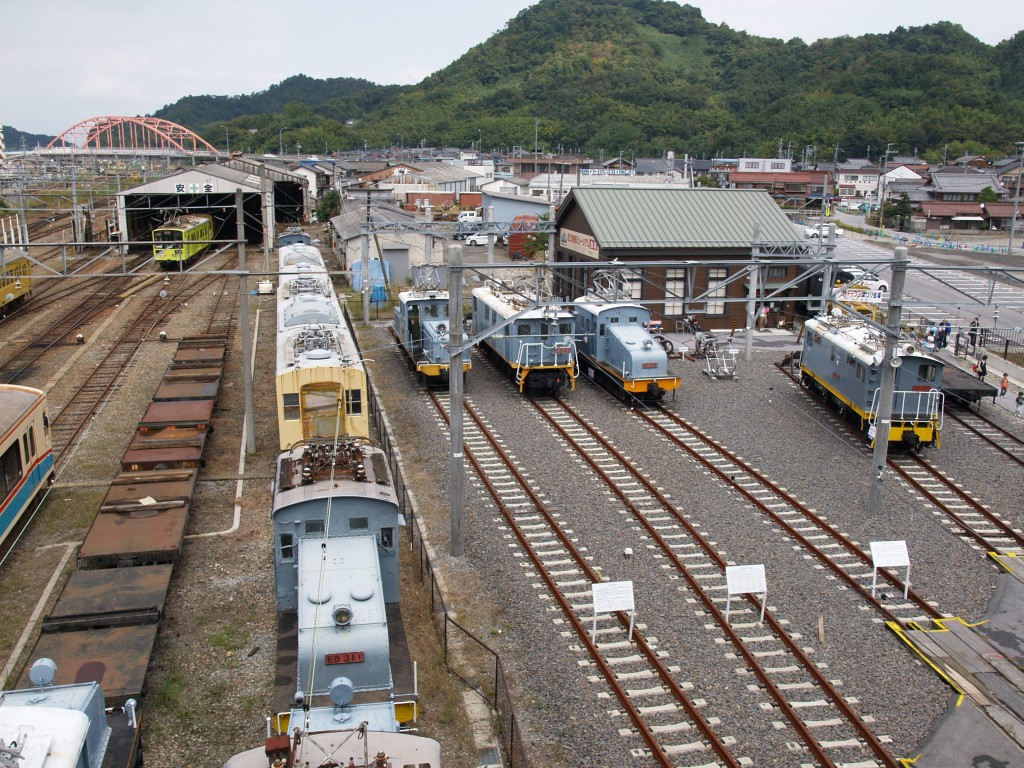
近江鉄道ミュージアムがあった頃の様子（2008年10月）

## 利用状況
1日当たりの利用者数はJR西日本が19,248人、近江鉄道は1,411人。「滋賀県統計書」および「彦根市統計書」によると、1日平均の乗車人員は以下の通りである。
| 年度   | JR西日本         | 近江鉄道         |
| 年度   | 1日平均 乗車人員 | 1日平均 乗車人員 |
| ------ | ---------------- | ---------------- |
| 1992年 | 9,662            |                  |
| 1993年 | 9,847            |                  |
| 1994年 | 9,767            |                  |
| 1995年 | 9,802            |                  |
| 1996年 | 9,718            |                  |
| 1997年 | 9,493            |                  |
| 1998年 | 9,477            |                  |
| 1999年 | 9,358            |                  |
| 2000年 | 9,340            |                  |
| 2001年 | 9,198            |                  |
| 2002年 | 9,050            |                  |
| 2003年 | 9,086            | 773              |
| 2004年 | 9,251            | 807              |
| 2005年 | 9,382            | 837              |
| 2006年 | 9,767            | 1,249            |
| 2007年 | 10,119           | 1,313            |
| 2008年 | 10,339           | 1,497            |
| 2009年 | 10,229           | 1,386            |
| 2010年 | 10,040           | 1,429            |
| 2011年 | 10,184           | 1,459            |
| 2012年 | 10,396           | 1,400            |
| 2013年 | 10,750           | 1,407            |
| 2014年 | 10,509           | 1,336            |
| 2015年 | 10,821           | 1,319            |
| 2016年 | 10,871           | 1,371            |
| 2017年 | 10,889           | 1,410            |
| 2018年 | 10,717           | 1,443            |
| 2019年 | 10,489           | 1,385            |
| 2020年 | 8,194            | 1,087            |
| 2021年 | 8,443            | 1,141            |
| 2022年 | 9,057            |                  |

## 駅周辺
彦根の市街地の東端に位置し、西側に彦根城を中心として市街地が広がる。位置は城下町のある彦根町（当時）の隣にある青波村古沢に建設されたため、結果的に城下町の町割が大きく崩れることはなかった。また、松原内湖干拓までは、米原駅 - 当駅間で内湖を望むことができた。

### 西口

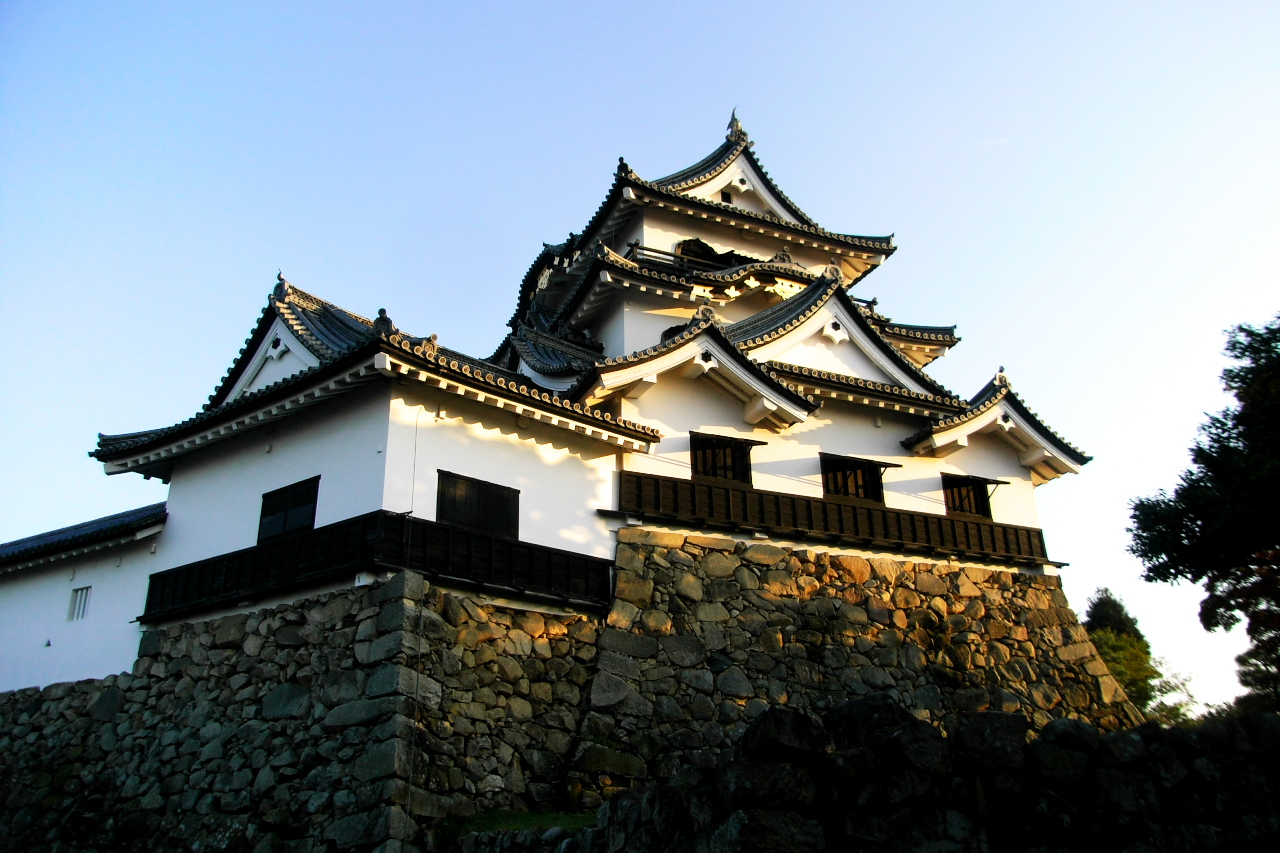
彦根城（天守と附櫓）

彦根駅開設時に駅から彦根城に至る真っすぐな道路として彦根駅前通りが建設され、彦根市のメインストリートの1つとなった。
西口ロータリーには1987年（昭和62年）3月21日に彦根藩初代藩主井伊直政の銅像（騎馬像）が建立された。また、ロータリー内にある郵便ポストは、内閣官房東京オリンピック競技大会・東京パラリンピック競技大会推進本部事務局と日本郵便との共同事業で、2021年（令和3年）開催の東京オリンピック 競泳2種目で金メダルを獲得した彦根市出身の大橋悠依を顕彰する「ゴールドポストプロジェクト」により金色に塗り替えられた。なお、ゴールドポストの設置は近畿地方で第1号となっている。
- 彦根市観光案内所（駅隣接） - 1986年（昭和61年）7月1日に開館し[61]、1996年（平成8年）1月13日に新装開館[62]。

- 彦根城
- アル・プラザ彦根（アル・プラザ第1号店）
- 彦根市役所
- 滋賀縣護國神社
- 彦根郵便局
- 彦根市立図書館
- ドン・キホーテ 彦根店

### 東口

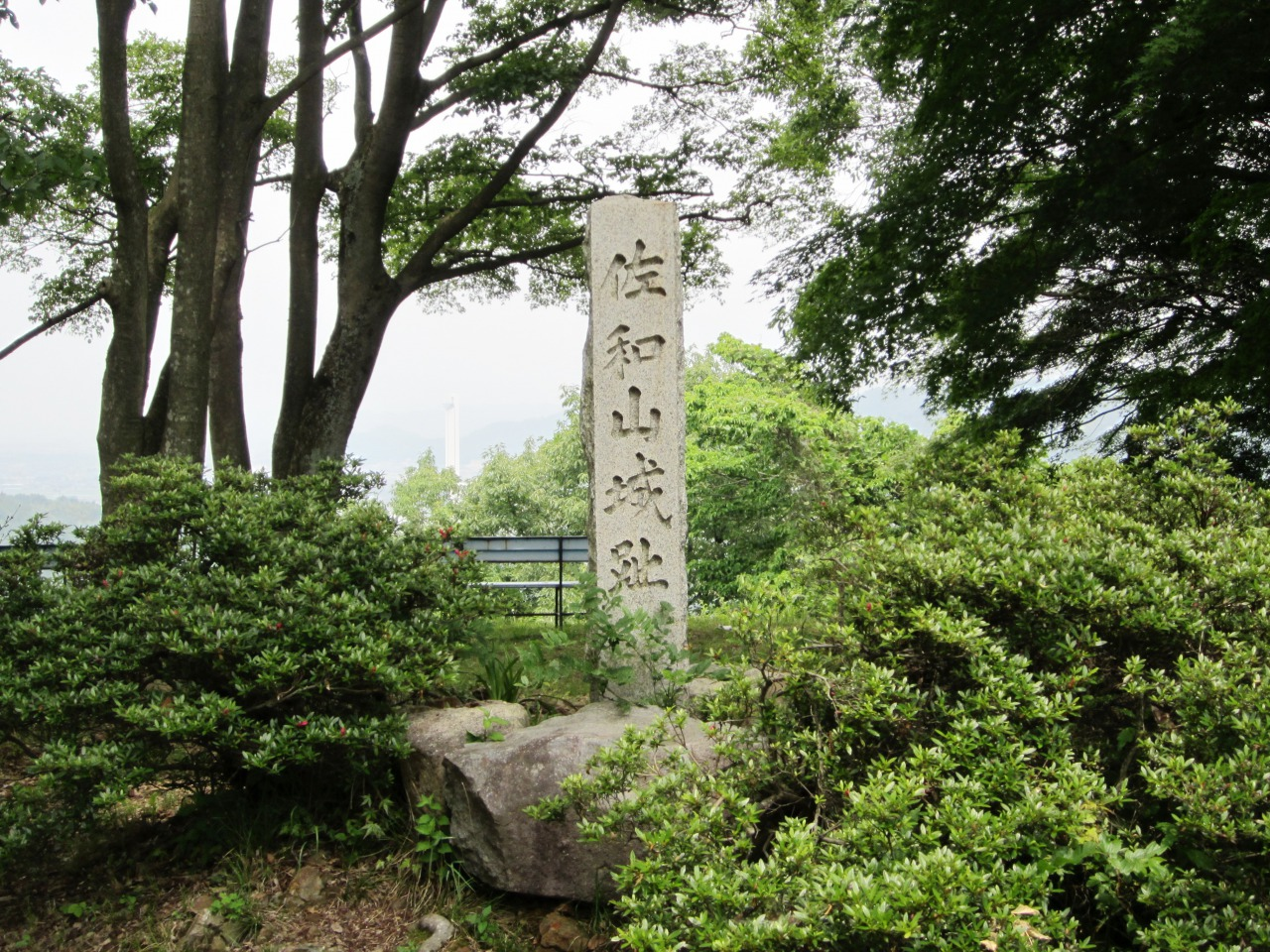
佐和山城跡碑

1998年（平成10年）3月17日に東口整備事業を滋賀県都計審議会が承認。2003年度（平成15年度）から彦根市が、駅の東口の約17万3000平方メートルの土地にホテルや商業施設、マンションなどを整備する開発を進め、2007年（平成19年）3月19日に東口の開設、2009年（平成21年）3月29日に駅前広場約5,500平方メートルの整備が実施された。
- 近江鉄道本社
- イオンタウン彦根
- マリアージュ彦根
- 佐和山城跡
- 天寧寺
- 大津家庭裁判所彦根支部
- 彦根市消防本部彦根市消防署北分署
- 彦根カントリークラブ

## バス路線

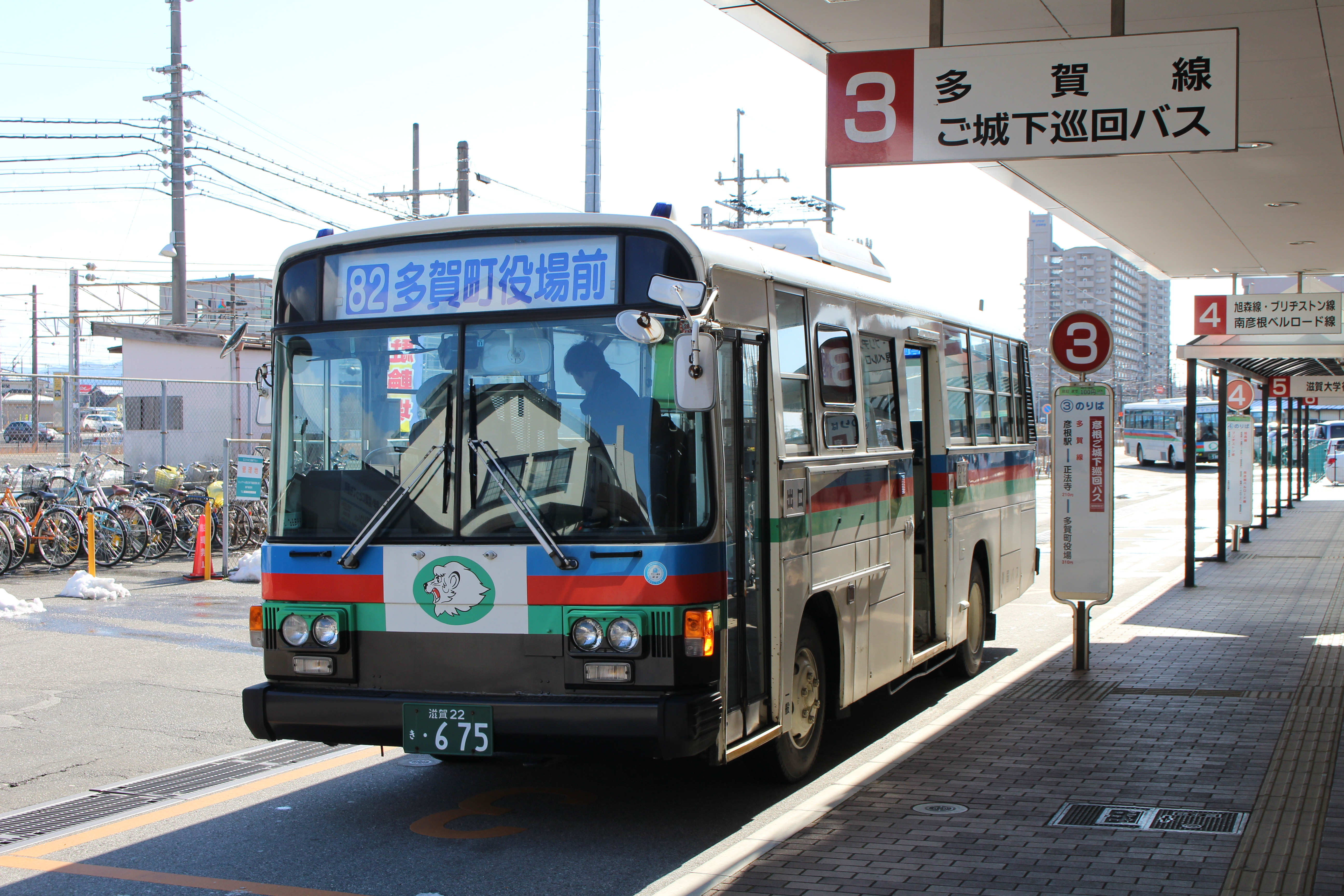
バス乗り場（2016年1月）

駅西口側にバスのりばを設けており、彦根港無料シャトルバスも発着する。「彦根駅」停留所を発着する湖国バスの路線（滋賀大学線と彦根港無料シャトルバスを除く）には系統番号が付いているが、ここでは路線名で解説する。
| 彦根駅   | 彦根駅     | 彦根駅                                             | 彦根駅                                                         |
| 乗り場   | 運行事業者 | 系統または路線名・行先                             | 備考                                                           |
| -------- | ---------- | -------------------------------------------------- | -------------------------------------------------------------- |
| 1        | 湖国バス   | 城北･大藪線：市立病院前                            |                                                                |
| 1        | 湖国バス   | 平田線：南彦根駅西口                               | 35：平日朝1便のみ                                              |
| 2        | 湖国バス   | 三津屋線：市立病院前 / 県立大学 / 三津屋           | 一部系統は運行日・本数に注意                                   |
| 3        | 湖国バス   | 多賀線：共栄社化学前 / 多賀町役場前 / 南彦根駅西口 | 87：平日朝1便のみ（快速系統）                                  |
| 3        | 湖国バス   | 彦根ご城下巡回バス：彦根駅                         | 季節運行路線（6月と冬期（12月中旬から翌年3月中旬）は全便運休） |
| 4        | 湖国バス   | 南彦根ベルロード線：ビバシティ                     |                                                                |
| 5        | 湖国バス   | 滋賀大学線：滋賀大学                               | 原則として平日に運行                                           |
| 6        | 湖国バス   | 彦根港無料シャトルバス：彦根港                     | 土曜・日曜・祝日のみ運行（遊覧船乗船客輸送路線）               |
| 彦根駅前 |            |                                                    |                                                                |
| -        |            |                                                    | （高速バス乗り場：使用停止）                                   |

付記事項
- 当駅には「愛のりタクシー」と呼ばれるデマンドタクシーが2路線（まつばら[66]・とりいもと[67]）乗り入れる。
- 高速バスは京都びわこドリーム号の路線統廃合に併せて停留所が廃止されたため、現在は使われていない（停留所のみ残存）。
- 亀の井ホテル彦根（旧・かんぽの宿）への無料シャトルバス（要予約）[68]と近江高等学校への無料送迎バス（入試など、高校内でイベントが行われる日のみ運行）[69]は、駅東口を発着する。

## 隣の駅
西日本旅客鉄道（JR西日本）
 琵琶湖線（東海道本線）
- 特急「らくラクびわこ」停車駅

■新快速（当駅から米原方の各駅に停車）
米原駅 (JR-A12) - 彦根駅 (JR-A13) - 能登川駅 (JR-A17)
■普通（京都駅または高槻駅以西は快速）
米原駅 (JR-A12) - 彦根駅 (JR-A13) - 南彦根駅 (JR-A14)
近江鉄道
■本線（彦根・多賀大社線）
鳥居本駅（OR03） - 彦根駅（OR04） - ひこね芹川駅（OR05）

### 記事本文